# Municipio de Montcalm
El municipio de Montcalm (en inglés: Montcalm Township) es un municipio ubicado en el condado de Montcalm en el estado estadounidense de Míchigan. En el año 2010 tenía una población de 3350 habitantes y una densidad poblacional de 35,52 personas por km².

## Geografía
El municipio de Montcalm se encuentra ubicado en las coordenadas 43°14′36″N 85°15′49″O / 43.24333, -85.26361. Según la Oficina del Censo de los Estados Unidos, el municipio tiene una superficie total de 94.31 km², de la cual 91.77 km² corresponden a tierra firme y (2.7%) 2.55 km² es agua.

## Demografía
Según el censo de 2010, había 3350 personas residiendo en el municipio de Montcalm. La densidad de población era de 35,52 hab./km². De los 3350 habitantes, el municipio de Montcalm estaba compuesto por el 97.34% blancos, el 0.09% eran afroamericanos, el 0.39% eran amerindios, el 0.09% eran asiáticos, el 0.03% eran isleños del Pacífico, el 0.42% eran de otras razas y el 1.64% pertenecían a dos o más razas. Del total de la población el 2.15% eran hispanos o latinos de cualquier raza.